# Andrée Viénot

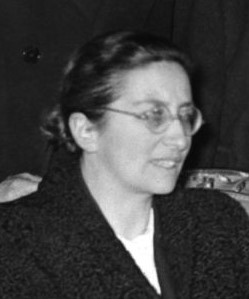
Andrée Viénot

Andrée Viénot (7 de junho de 1901 - 20 de outubro de 1976) foi uma política francesa.

## Biografia
Andrée Viénot nasceu como Andrée Mayrisch no dia 7 de junho de 1901, em Dudelange . Ela estudou economia política na London School of Economics. A 18 de julho de 1929 ela casou-se com Pierre Viénot (1897-1944), que era um veterano de guerra, e tornou-se ministro do governo. Foi Conselheira Regional e Membro do Parlamento.
Em junho de 1946 foi nomeada pelo democrata cristão Georges Bidault, do Movimento Republicano Popular, como Subsecretária de Estado para Juventude e Desporto na Quarta República.
Ela era, afirma Martin, uma “veterana da resistência” e ocupou o cargo de Presidente de Rocroi.